# إيفان غارسيا (غطاس)
إيفان غارسيا (بالإسبانية: Iván García) هو غطاس مكسيكي، ولد في 25 أكتوبر 1993 في غوادالاخارا في المكسيك.

## وصلات خارجية
- إيفان غارسيا على موقع الاتحاد الدولي للسباحة (الإنجليزية)
- إيفان غارسيا على موقع قاعدة بيانات الغوص IAT (الألمانية)
- إيفان غارسيا على موقع أوليمبيديا (الإنجليزية)